# 't Sohr
't Sohr is een natuurgebied tussen Wanssum en Ooijen in de Nederlandse provincie Limburg.
Het is een oude Maasarm die, parallel aan de Maas maar ten westen daarvan, vanouds het overtollige Maaswater afvoerde. Tussen 1993 en 1995 waren er hoge waterstanden en zorgde deze Maasarm voor wateroverlast. In 1995 werd deze arm met kades afgesloten. Hierdoor werd echter de hoofdbedding van de Maas bij hoogwater weer overbelast.
Daarom heeft men de Maasarm weer watervoerend gemaakt, en tevens ingericht als waterbuffer tijdens droge perioden. In 2012 waren de werkzaamheden voltooid. Het gebied nabij de Maasarm kwam weer onder invloed van de rivier te staan. In het gebied vindt natuurontwikkeling plaats.